# 武昌佛学院
武昌佛学院是一所位于中国湖北省武汉市武昌区武珞路289号洪山宝通禅寺内的佛教院校。

## 沿革
该院是中国最早的佛学院，由太虚大师创建于1922年。1926年该院因北伐而停办，1929年复办，1949年受第二次国共内战影响停办，1959年完全停办。该院原址位于武昌通湘门外千家街，1953年该校址被炮兵学校征用。1994年，该院由湖北省佛教协会、武汉市佛教协会复办。武昌佛学院预备班于1994年4月8日开学，1994年8月31日，湖北省人民政府批准该院正式恢复办学，学制三年。2007年昌明法师圆寂后，该院办学陷入停顿。

## 历任院长
- 释太虚（1922年-1947年）
- 释苇舫（1947年-1948年）（代理）[來源請求]
- 释法舫（1948年-1951年）[5]
- 释昌明（1994年-2007年）[來源請求]
- 释隆醒（2007年-）（执行副院长代理）[6]